# Belgie na Letních olympijských hrách 1992
Belgie se účastnila Letní olympiády 1992 ve španělské Barceloně. Zastupovalo ji 68 sportovců (43 mužů a 25 žen) v 18 sportech.

## Medailisté
| Medaile | Jméno               | Sport      | Soutěž              |
| ------- | ------------------- | ---------- | ------------------- |
| Stříbro | Annelies Bredaelová | Veslování  | Ženy skif           |
| Bronz   | Cedric Mathy        | Cyklistika | Muži bodovací závod |
| Bronz   | Heidi Rakelsová     | Judo       | Ženy do 66 kg       |